# Национальные символы Латвии

Национальный символ Латвии — Памятник Свободы

Национальные символы Латвии — символы, которые представляют и характеризуют Латвию.
Официальные символы Латвии — герб, флаг и гимн.
Помимо официальных символов, определённых конституцией и законами Латвийской Республики, существует несколько неофициальных. К ним относятся:
- национальная птица — белая трясогузка, утверждённая в качестве символа BirdLife International в 1960 году[1][5];
- национальное насекомое — двухточечная божья коровка, утверждённая в качестве символа Энтомологическим обществом Латвии в 1991 году[1][5];
- национальный цветок — ромашка[6];
- национальные деревья — липа и дуб, символизирующие женское и мужское начало соответственно[7];
- национальный минерал — янтарь[8].

Символом судьбы Латвии является крупнейшая река республики — Даугава. Считается, что она влияет на историю латышей, называющих её «матушкой-рекой».
Янов день (или праздник Лиго) — самый значительный традиционный праздник Латвии — также считается символом Латвии. Праздник известен за пределами страны и отмечается с вечера 23 июня и весь следующий день. Приурочен ко дню летнего солнцестояния.
Памятник Свободы, расположенный в центре Риги, является ещё одним символом Латвии.